# Ferdinand von Waldstein
Le comte Ferdinand Ernst Gabriel von Waldstein, né à Vienne le 24 mars 1762 et mort à Vienne le 26 mai 1823, est un musicien et mécène allemand.

## Biographie
Né à Vienne en Autriche, capitale de la monarchie de Habsbourg, il était un membre des Valdštejn, une des principales familles du royaume de Bohême, apparentée avec Albrecht von Wallenstein, le généralissime des armées impériales dans la guerre de Trente Ans élevé au titre de comte du Saint-Empire en 1622. Ferdinand est le quatrième fils du comte Emanuel Philibert von Waldstein (1731-1775) et de son épouse  Maria Anna Theresia von Liechtenstein. L'un de ses frères aînés était le militaire, explorateur et naturaliste Franz de Paula Adam von Waldstein (1759-1823), l'une de ses sœurs était la miniaturiste Marie-Anne Waldstein (1763-1807/08).

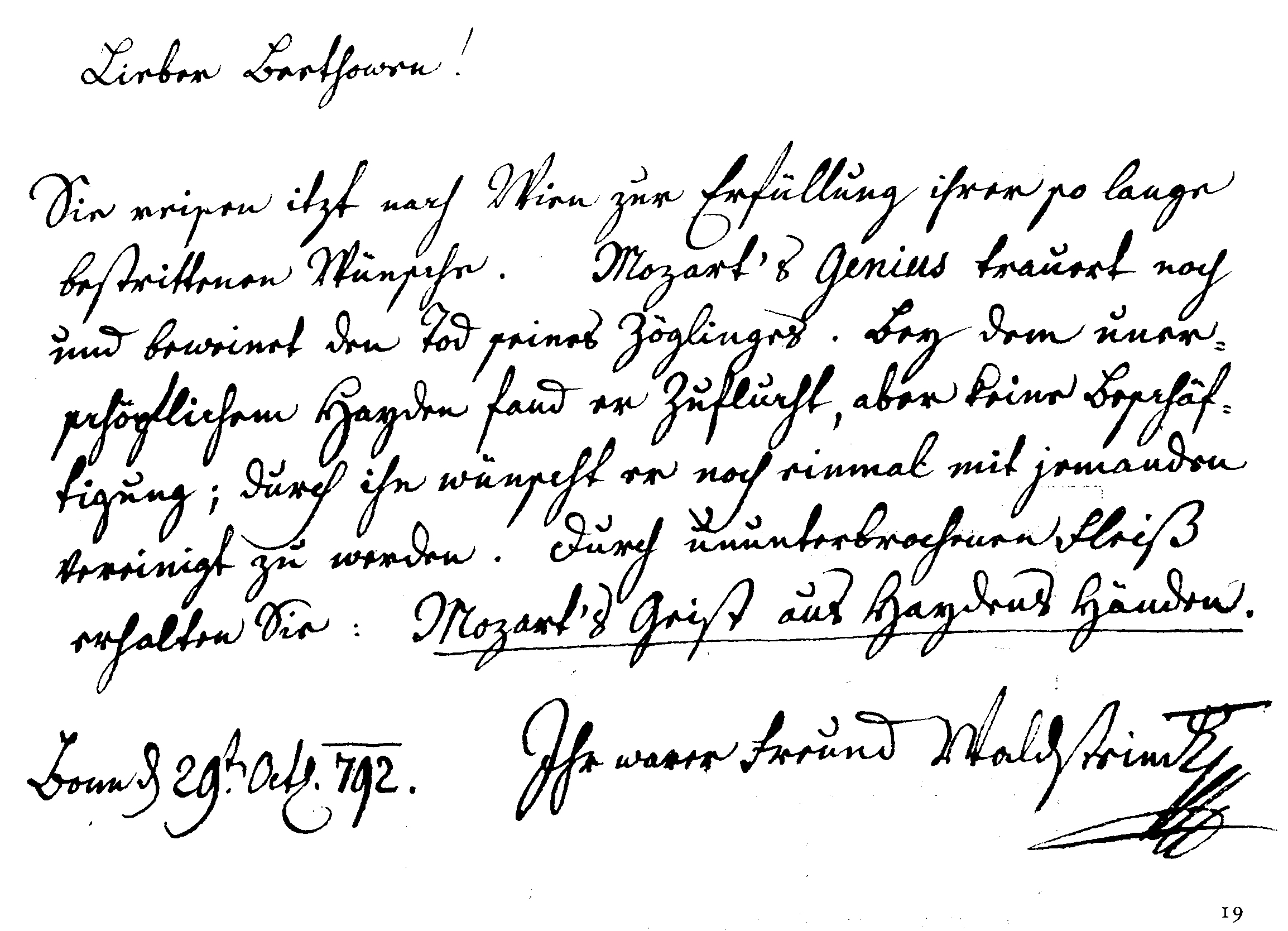
Inscription dans le liber amicorum de Beethoven, 29 octobre 1792.

À Bonn, Waldstein fréquentait le cercle d'Helene von Breuning où il remarqua le jeune Ludwig van Beethoven dont il devint le premier mécène. Après que l'électeur Maximilien-François emmena l'adolescent une première fois à Vienne en 1786 et lui fit rencontrer Mozart l'année suivante, le comte devint l'un des principaux sponsors du compositeur. Il assura un deuxième voyage à Vienne et le recommanda à Joseph Haydn en juillet 1792. Le mot qu'il laissa à Beethoven lorsque celui-ci partit pour Vienne en novembre est resté célèbre car prophétique : « Cher Beethoven, vous allez à Vienne pour réaliser un souhait depuis longtemps exprimé : le génie de Mozart est encore en deuil et pleure la mort de son disciple. (...) Par une application incessante, recevez des mains de Haydn l'esprit de Mozart. » En 1804 Beethoven lui dédia sa Sonate pour piano n° 21, op. 53, qui porte le nom de Sonate Waldstein.
Il est devenu membre de l'ordre Teutonique en 1787 et a commencé son noviciat à Ellingen. En janvier 1788, il s'est installé à Bonn, où il fut admis à la cour de Maximilien-François, prince-électeur et archevêque de Cologne, qui exerça aussi la fonction de grand maître de l'ordre Teutonique. Il devient propriétaire d'un domaine seigneurial à Godesberg et ensuite chevalier dans le Corps Équestre de l'Électorat de Cologne. De 1788 à 1792, il était en poste en tant que diplomate au service de Maximilien-François, avant que l'électeur dut fuir devant les troupes révolutionnaires françaises. Obsédé par l'idée de vaincre les Français, Waldstein finança la levée d'un régiment en 1795.
À partir de 1796, Waldstein a vécu à Londres et c'est seulement en 1809 qu'il est retourné à Vienne. Il a quitté l'ordre Teutonique en 1811 et s'est marié a une comtesse polonaise Isabela Rzewuska. Devenu pauvre, il mourut en 1823.